# Clavier (Iekaterinbourg)
Clavier est une sculpture monumentale, créée par Anatoly Viatkine en 2005 à Iekaterinbourg, en Russie.

## Description

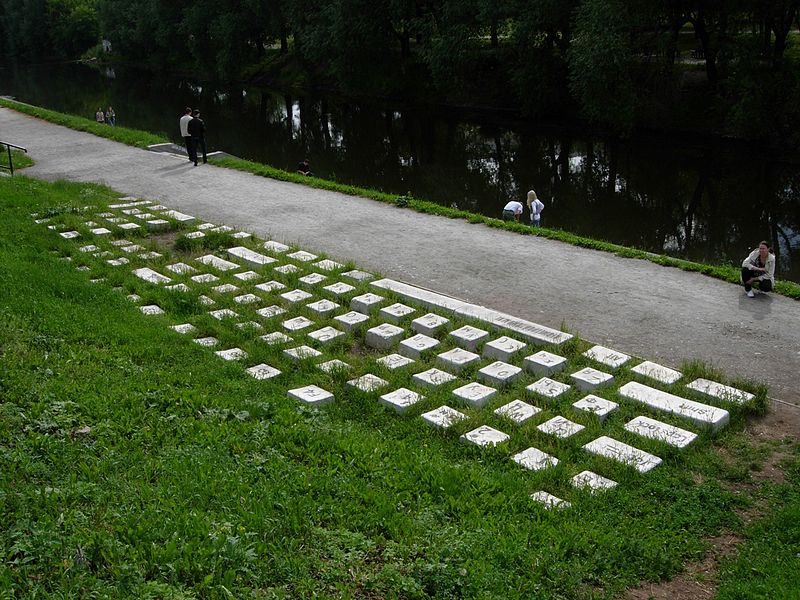
Une autre vue du monument, en 2011.

L'œuvre représente un clavier d'ordinateur agrandi 30 fois (la surface couverte par le monument mesure 16 m de long sur 4 m de large), chaque touche étant représentée par un bloc de béton pesant entre 100 et 500 kg.
La sculpture suit la disposition ЙЦУКЕН des claviers russes en cyrillique. Elle comporte 104 « touches », installées sur le bas d'un petit talus dans le centre d'Iekaterinbourg, le long d'une promenade sur la rive de l'Isset.
Selon le cartel disposé à côté de la sculpture, elle se nomme « Клава » (Klava, littéralement « Clavier »). Elle est également désignée par d'autres termes, comme Памятник клавиатуре (Pamiatnik klaviatoure) ou  Памятник клава (Pamiatnik klava, littéralement « Monument clavier » ou « Monument au clavier »).

## Historique
La sculpture est l'œuvre de l'artiste russe Anatoly Viatkine (Анатолий Вяткин en russe). Elle est installée le 5 octobre 2005, pour le festival « la longue histoire d'Iekaterinbourg ». Niklaus Wirth, concepteur du langage Pascal, évalue la sculpture pendant sa construction et la trouve fascinante.
Le clavier se trouve être populaire parmi les habitants et les touristes. Toutefois, l'œuvre se dégrade ; la touche Y et les touches de fonction F1, F2 et F3 sont volées avant juin 2011 et la touche Windows est recouverte d'un logo Apple. En juin 2011, la directrice des programmes du musée d'art contemporain de Perm se déclare intéressée par l'œuvre et propose de l'y déplacer. Cette déclaration provoque une réaction à Iekaterinbourg et la sculpture est restaurée le 17 août 2011.
L'œuvre est désormais indiquée par la « ligne rouge », une ligne tracée sur le sol, dans le centre d'Iekaterinbourg, qui indique les principales attractions et monuments de la ville.